# Infraestrutura de Coronel Fabriciano

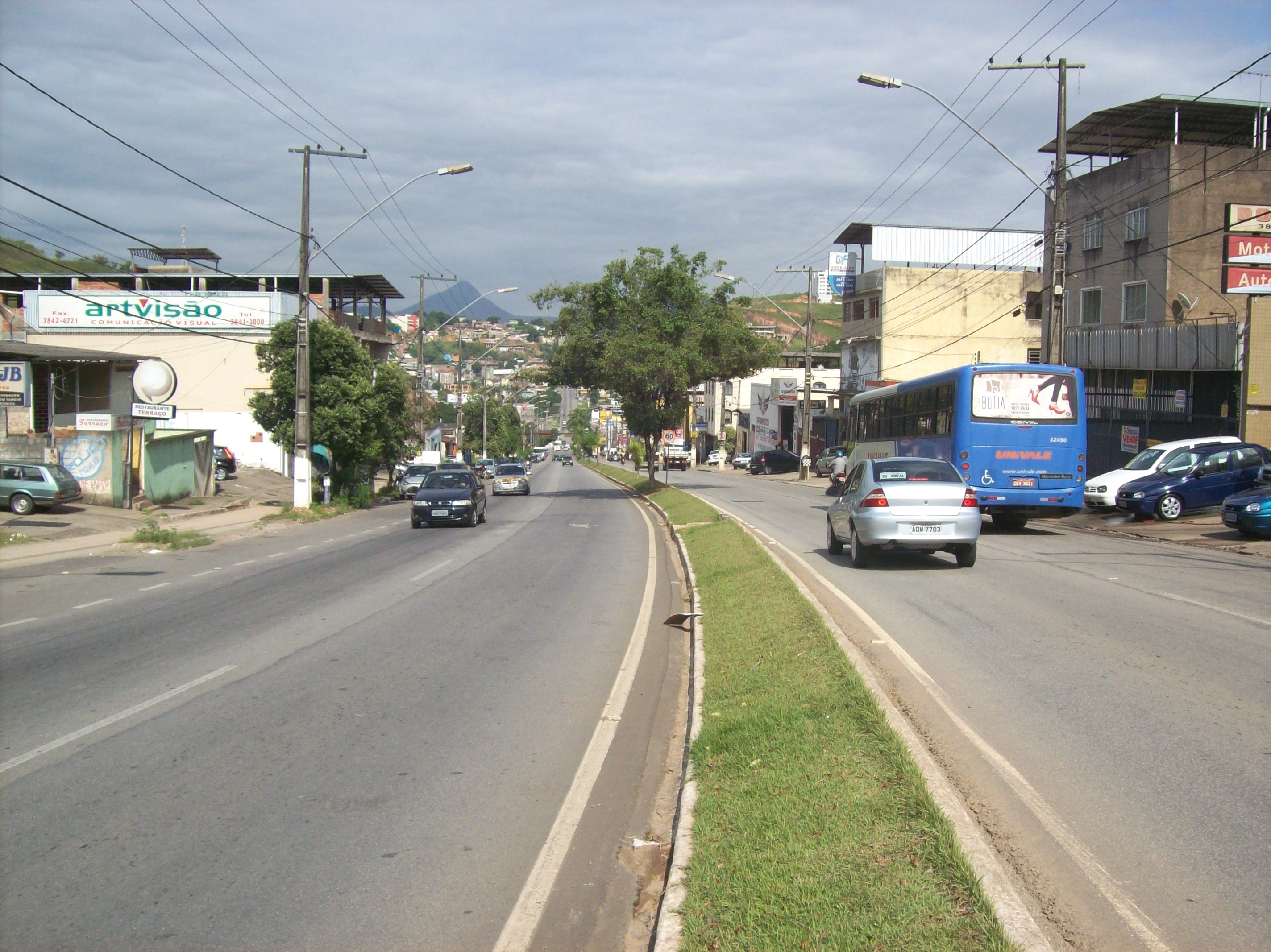
Trecho da Avenida Tancredo Neves no bairro Bom Jesus, antigo trecho da BR-381 que foi municipalizado em 2010.

A infraestrutura de Coronel Fabriciano se refere ao conjunto de serviços básicos prestados à população do município brasileiro supracitado, localizado no interior do estado de Minas Gerais, tais como saúde, educação, saneamento básico, segurança pública, comunicações e sistemas viários. Segundo o Instituto Brasileiro de Geografia e Estatística (IBGE), em 2010 havia um total de 103 694 habitantes, que estavam distribuídos em 31 615 domicílios particulares permanentes. Já no censo de 2021, de acordo com o IBGE, a população estimada do município subiu para 110 709 habitantes. No entanto, os dados quanto à distribuição em domicílios particulares ainda não foram atualizados.
Em 2010, 19,7% da população vivia em favelas, aproximadamente 21 mil habitantes, sendo a maior parcela de habitantes vivendo em aglomerados subnormais dentre os municípios mineiros. No entanto, boa parte das residências é atendida por uma infraestrutura básica, sendo que 88,02% dos domicílios eram atendidos pela rede geral de abastecimento de água, 98,35% das moradias possuíam coleta de lixo (seja por serviço de limpeza ou não) e 99,8% possuía acesso à rede elétrica. Em 2009, a população tinha acesso a 49 estabelecimentos de saúde, sendo 30 deles privados, 18 municipais e um estadual, e 29 413 habitantes frequentavam creches e/ou escolas, cuja rede de ensino contava com 28 instituições de educação infantil, 42 de ensino fundamental e 12 de ensino médio, e resultava em 99,1% de jovens e adolescentes entre 15 e 24 anos alfabetizados.
O Terminal Rodoviário de Coronel Fabriciano é o maior de toda a Região Metropolitana do Vale do Aço, que tem fácil acesso a várias cidades do Brasil por rodovias como a BR-458 e BR-381, e o município conta com transportes ferroviário e aeroviário através da Estação Mário Carvalho, na cidade vizinha Timóteo, e do Aeroporto de Ipatinga. Mesmo sendo a sede do 58º Batalhão da Polícia Militar, implantado em 2013, os índices de violência estão entre os maiores do estado. Em 2011, havia cerca de 20 mil telefones fixos instalados, além das agências dos Correios.

## Contexto demográfico
Coronel Fabriciano é um município brasileiro situado no interior de Minas Gerais, na região leste de sua unidade federativa. Seu Índice de Desenvolvimento Humano (IDH) é de 0,755, o 35° maior do estado mineiro, e a população foi estimada em 103 694 habitantes segundo o censo de 2010 do Instituto Brasileiro de Geografia e Estatística (IBGE), sendo que 55 013 estavam situados no distrito Senador Melo Viana e 48 681 habitavam o distrito-sede, ao mesmo tempo que 102 395 pessoas residiam na zona urbana e os 1 299 restantes habitavam a zona rural municipal. Em 2010, 19,7% da população vivia em favelas, aproximadamente 21 mil habitantes, sendo a maior parcela de habitantes vivendo em aglomerados subnormais dentre os municípios mineiros.

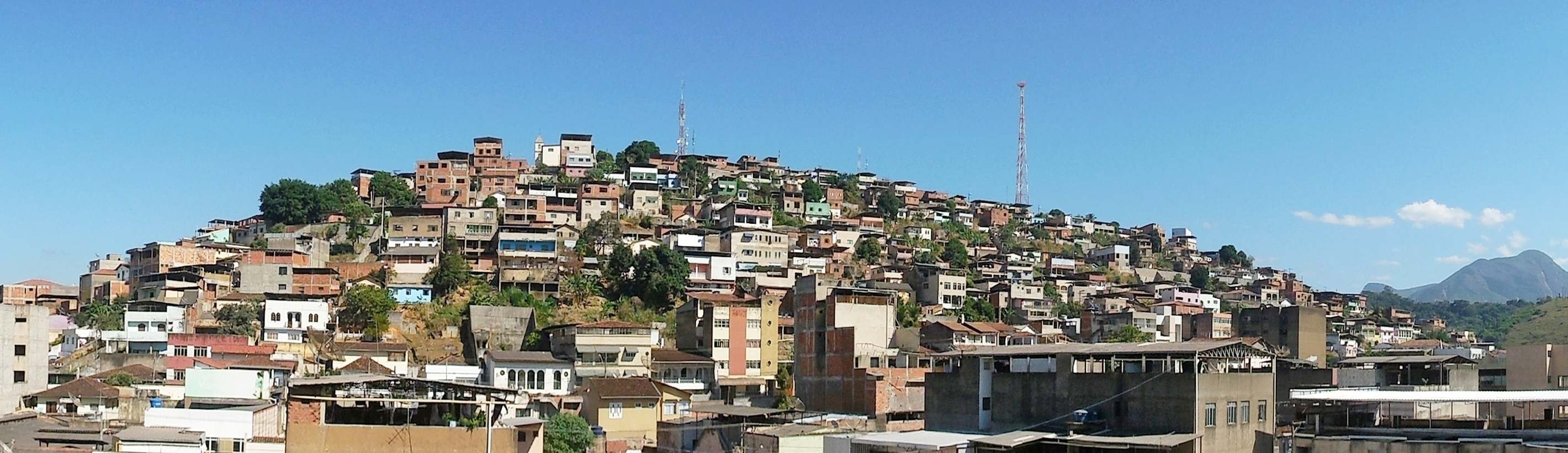
Vista panorâmica do Morro do Carmo, um dos 20 aglomerados subnormais da cidade.

## Saúde

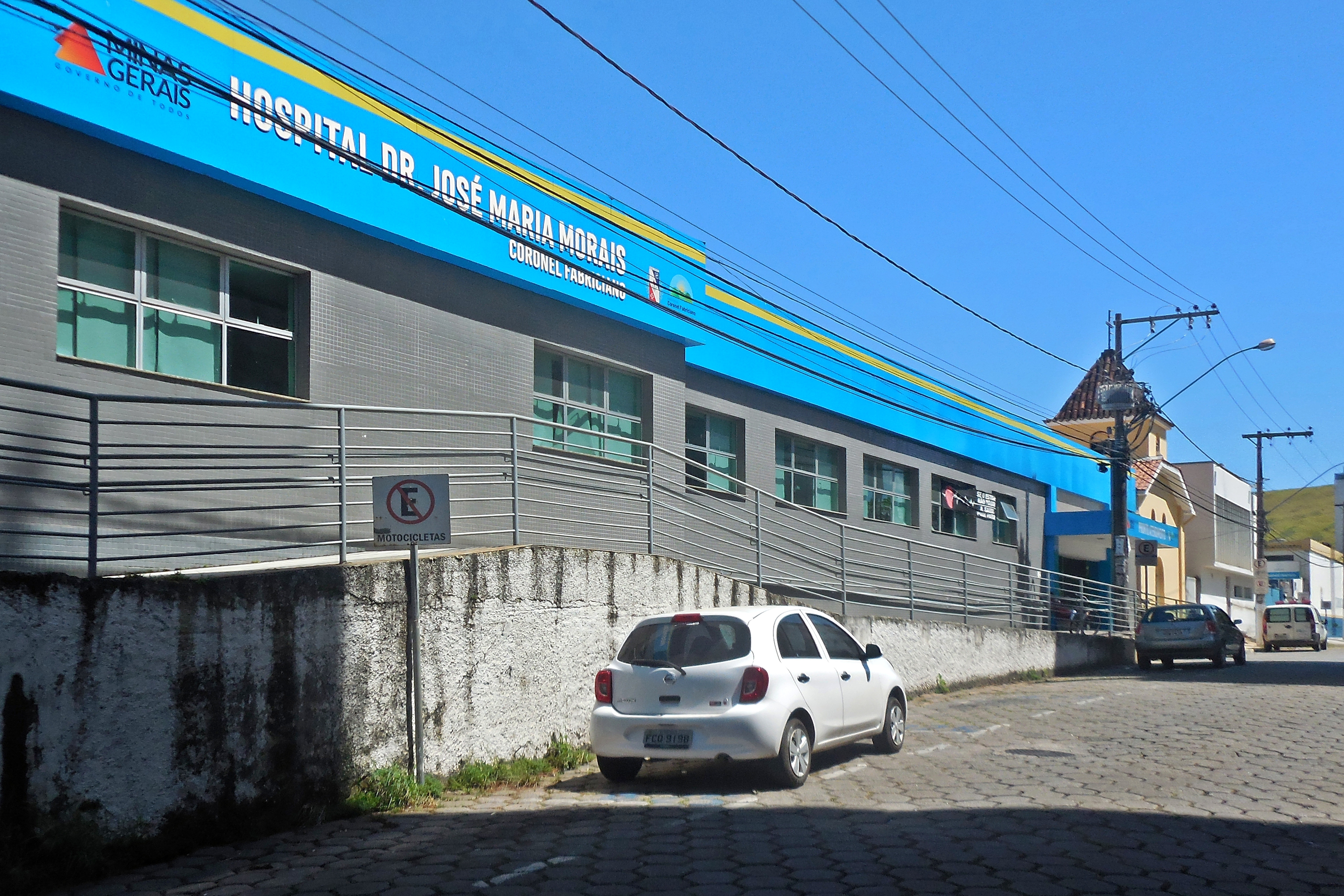
Vista do Hospital Doutor José Maria Morais, antigo Hospital Siderúrgica.

A Secretaria de Saúde é o órgão em associação ao Poder Executivo municipal que visa a coordenar e executar projetos relacionados à área da saúde municipal. Dentre as ações, destaca-se o desenvolvimento de programas com atenção à saúde feminina, de adquirição de medicamentos e de atendimento prolongado (até às 22 horas) nas unidades básicas de saúde (UBS) da cidade. O município é a sede de uma Superintendência Regional de Saúde do governo estadual, que abrange 35 municípios. Coronel Fabriciano possuía, em 2009, 78 estabelecimentos de saúde, sendo 57 deles privados, 20 públicos municipais e um público estadual entre hospitais, pronto-socorros, postos de saúde e serviços odontológicos. Neles havia 143 leitos para internação, sendo 98 deles cobertos pelo Sistema Único de Saúde (SUS).
Com 0,64 leitos para cada mil habitantes no município, esse índice está abaixo da média nacional, que era de 2,25 segundo o DATASUS em 2014. Havia, em 2010, 0,51 enfermeiros, 0,54 dentistas e 1,5 médicos para cada mil habitantes, frente a médias nacionais de 0,69, 0,54, e 1,5, respectivamente. Em 2012, foram registrados 674 óbitos, sendo que as doenças do sistema circulatório representaram a maior causa de mortes (31,3%), seguida pelos tumores (17,7%). Em 2014, 98,2% das crianças menores de 1 ano de idade estavam com a carteira de vacinação em dia e foram registrados 1 424 nascidos vivos, sendo que o índice de mortalidade infantil neste ano foi de 12,6 óbitos de crianças menores de cinco anos de idade a cada mil nascidos vivos. Em 2010, 1,3% das mulheres de 10 a 17 anos tiveram filhos, sendo a taxa de atividade em meninas de 10 a 14 anos de 4,24%. 78,3% das crianças foram pesadas pelo Programa Saúde da Família em 2014, sendo que 0,6% delas estavam desnutridas. Também em 2010, o Índice de Desenvolvimento Humano (IDH) da longevidade em Fabriciano era de 0,715. Segundo dados do Ministério da Saúde, 272 casos de AIDS foram registrados em Coronel Fabriciano entre 1991 e 2012 e, entre 2001 e 2011, foram notificados 13 033 casos de doenças transmitidas por mosquitos, sendo 13 027 de dengue, 99 de leishmaniose e dois de malária.

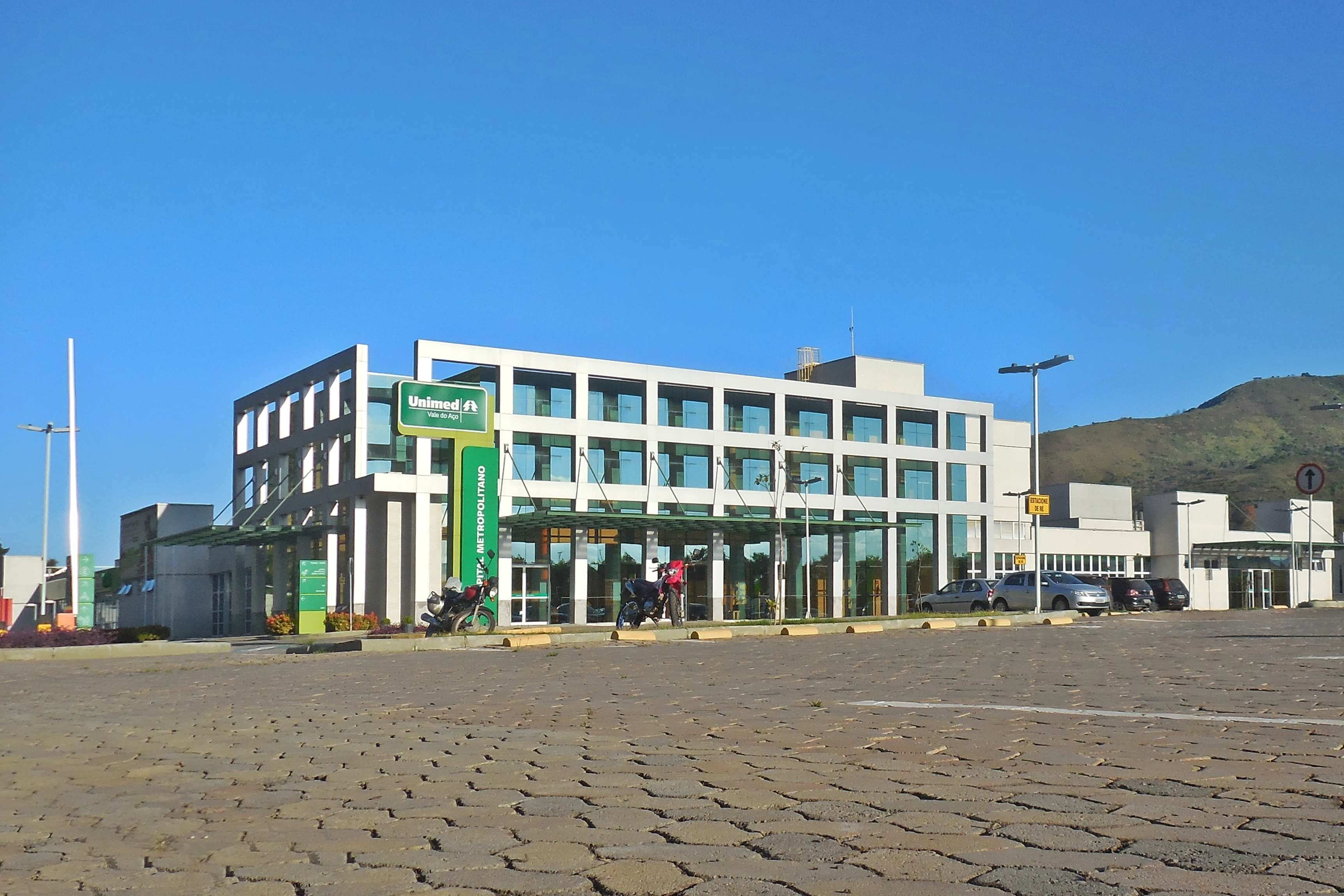
Vista parcial do Hospital Metropolitano Unimed Vale do Aço, que foi inaugurado em 2015.

O antigo Hospital Siderúrgica, que está localizado no bairro Santa Helena, foi inaugurado em 1936 para conter uma epidemia de doenças tropicais que avançava pelo leste mineiro, sendo um dos hospitais mais antigos da região. Era regido pela Associação Beneficente de Saúde São Sebastião, mas por causa de problemas financeiros e pela falta de liberação do Certificado do Conselho Nacional de Assistência Social (CNAS), que traz a regularização fiscal e tributária à entidade, foi fechado por tempo indeterminado em 15 de julho de 2011. A situação foi considerada calamidade pública e afetou os hospitais dos municípios vizinhos, ao elevar subitamente a demanda por atendimento público. Em maio de 2012, a secretaria estadual de saúde anunciou que o hospital seria reaberto após passar por reformas, passando a ser administrado pela Sociedade Beneficente São Camilo, sendo reinaugurado em 30 de agosto, adotando o nome de Hospital São Camilo. O contrato com a rede chegou ao fim em maio de 2017, quando a administração municipal anunciou assumir a gestão do hospital e alterou sua denominação para Hospital Doutor José Maria Morais. Durante a transição, no entanto, o hospital ficou fechado por mais de três semanas, elevando o atendimento nos hospitais das cidades vizinhas novamente.
O Hospital Metropolitano Unimed Vale do Aço, que está localizado próximo ao bairro Santa Terezinha II, é o outro grande hospital da cidade e está em funcionamento desde novembro de 2015, em substituição ao antigo Hospital Nossa Senhora do Carmo, que estava situado no Centro. A Unimed oferece atendimento emergencial e internação, mas não atende pelo SUS, servindo apenas à população que conte com planos de saúde conveniados ou aos que paguem pelo atendimento particular.

## Educação

### Indicadores e atuação

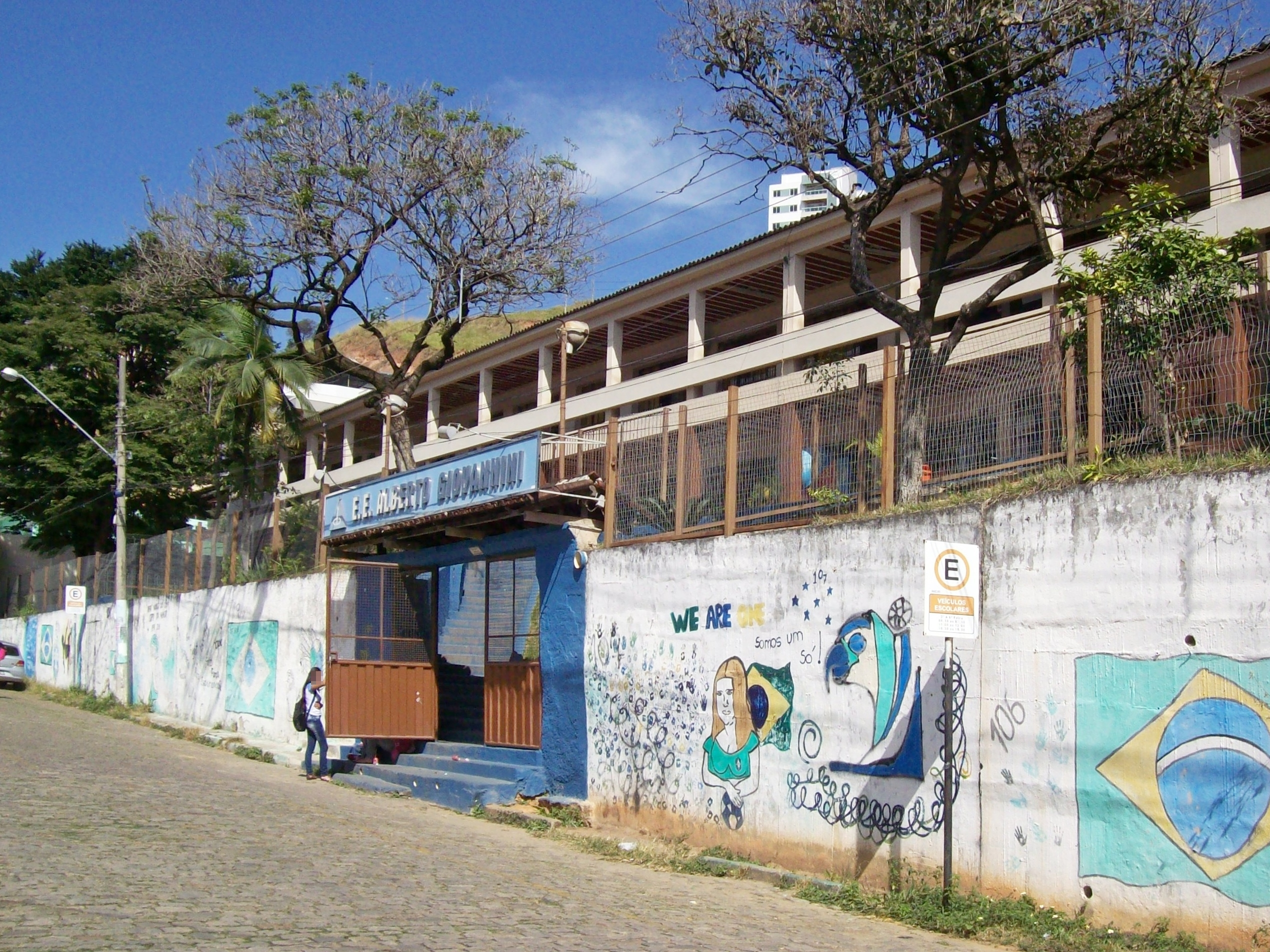
EE Alberto Giovannini, primeira escola estadual da cidade.

A Secretaria de Educação é a encarregada das áreas educacional e cultural de Coronel Fabriciano, em subordinação ao Poder Executivo, e dentre suas ações destacam-se a oferta de atividades artísticas, palestras, projeção de filmes, espetáculos musicais e teatrais e atividades de incentivo à leitura tanto aos estudantes do município quanto à população em geral, além dos núcleos de educação integral. A Escola Municipal Otávio Cupertino dos Reis, localizada no bairro Caladão e inaugurada em março de 2006, foi a primeira da região a ser planejada como núcleo integral. Ocasionalmente as escolas públicas são palco de projetos envolvendo dança, graffiti e brincadeiras.
Na área da educação, o Índice de Desenvolvimento da Educação Básica (IDEB) médio entre as escolas públicas de Coronel Fabriciano era, no ano de 2015, de 5,5 (numa escala de avaliação que vai de nota 1 à 10), sendo que a nota obtida por alunos do 5º ano (antiga 4ª série) foi de 6,4 e do 9º ano (antiga 8ª série) foi de 4,6; o valor das escolas públicas de todo o Brasil era de 4,8. Em 2010, 1,86% das crianças com faixa etária entre seis e quatorze anos não estavam cursando o ensino fundamental. A taxa de conclusão, entre jovens de 15 a 17 anos, era de 63,1% e o percentual de alfabetização de jovens e adolescentes entre 15 e 24 anos era de 99,1%. Em 2015, a distorção idade-série entre alunos do ensino fundamental, ou seja, com idade superior à recomendada, era de 2,4% para os anos iniciais e 14,6% nos anos finais e, no ensino médio, a defasagem chegava a 19,8%. Dentre os habitantes de 18 anos ou mais, 58,57% tinham completado o ensino fundamental e 38,84% o ensino médio, sendo que a população tinha em média 9,29 anos esperados de estudo. O valor do Índice de Desenvolvimento Humano (IDH) da educação era de 0,696 no ano de 2010.

### Rede de ensino

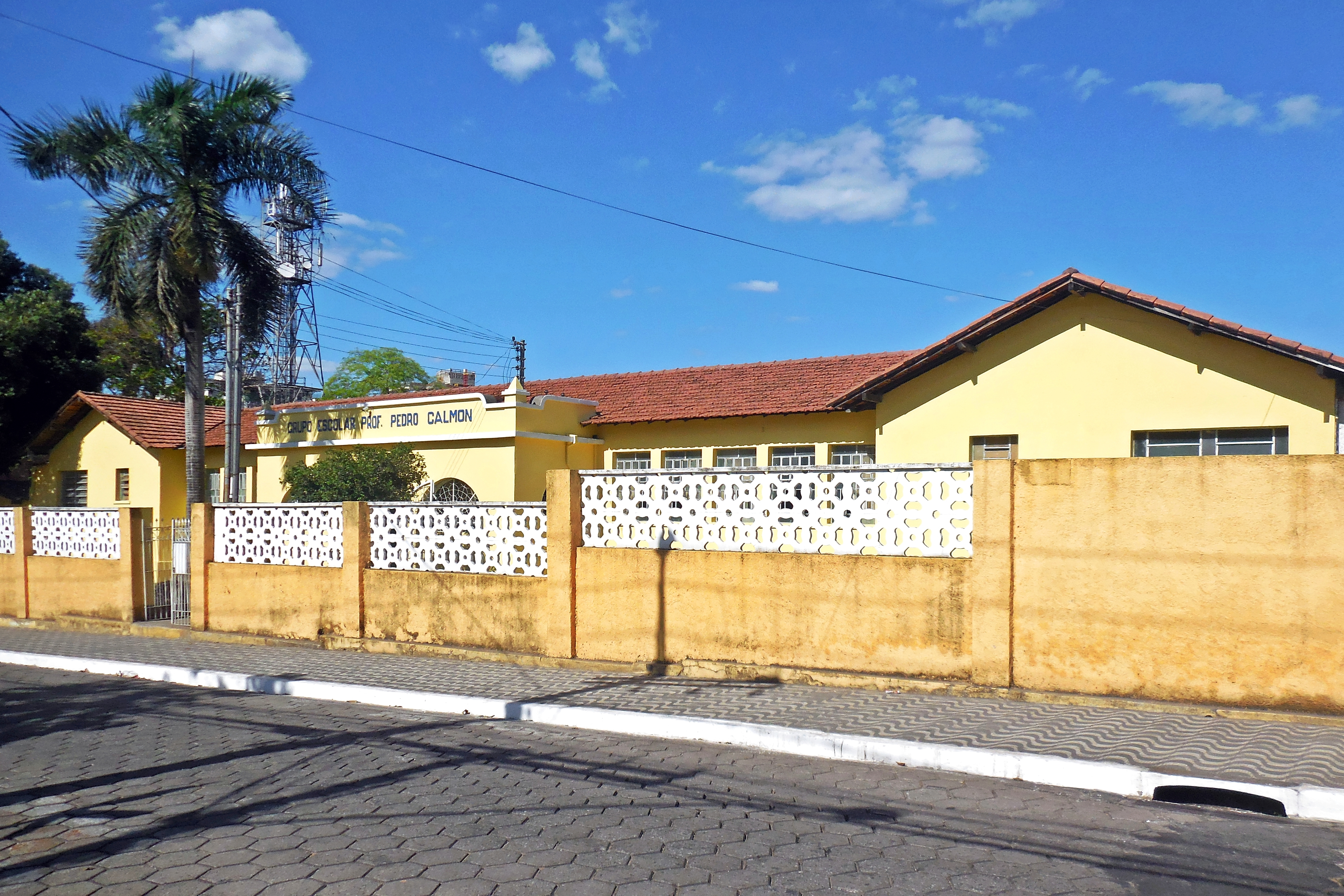
Escola Estadual Professor Pedro Calmon, primeiro prédio escolar do município.

O primeiro prédio escolar construído em Coronel Fabriciano foi a sede da Escola Estadual Professor Pedro Calmon, inaugurada em 1952 e tombada como patrimônio cultural municipal em 1999. A Escola Estadual Alberto Giovannini foi a primeira escola estadual da região do Vale do Aço, fundada em 28 de junho de 1969, sob a presença do então governador de Minas Gerais Israel Pinheiro. A cidade sedia uma Superintendência Regional de Educação (SRE), que abrange os municípios de Antônio Dias, Belo Oriente, Braúnas, Coronel Fabriciano, Ipatinga, Jaguaraçu, Joanésia, Mesquita, Santana do Paraíso e Timóteo.
Em 2010, de acordo com dados da amostra do censo demográfico, da população total, 29 413 habitantes frequentavam creches e/ou escolas. Desse total, 474 frequentavam creches, 3 500 estavam no ensino pré-escolar, 1 704 na classe de alfabetização, 299 na alfabetização de jovens e adultos, 13 107 no ensino fundamental, 4 526 no ensino médio, 805 na educação de jovens e adultos do ensino fundamental, 896 na educação de jovens e adultos do ensino médio, 342 na especialização de nível superior, 3 674 em cursos superiores de graduação e 86 em mestrado. 74 281 pessoas não frequentavam unidades escolares, sendo que 8 974 nunca haviam frequentado e 65 307 haviam frequentado alguma vez. O município contava, em 2015, com 19 147 matrículas nas instituições de educação infantil e ensinos fundamental e médio da cidade, sendo que dentre as 39 escolas que ofereciam ensino fundamental, 13 pertenciam à rede pública estadual, 15 à rede municipal e onze às redes particulares. Dentre as onze instituições de ensino médio, sete pertenciam à rede pública estadual e quatro eram escolas privadas.
| Ensino pré-escolar | 2 608  | 158 | 31 |
| Ensino fundamental | 12 587 | 684 | 39 |
| Ensino médio       | 3 952  | 255 | 11 |

### Ensino superior
Em 2013, o município dispunha de quatro unidades de ensino técnico e sediava o campus principal do Centro Universitário Católica do Leste de Minas Gerais (Unileste), um dos maiores centros universitários de Minas Gerais. Foi fundado em 1969 pela Congregação Padres do Trabalho e se desenvolveu até se estabelecer como o maior complexo educacional da Região Metropolitana do Vale do Aço. O Unileste disponibiliza dezenas de cursos de graduação e de pós-graduação e conta com um sistema de bibliotecas que abrange mais de 100 mil exemplares, além de um Centro Tecnológico com cerca de 200 computadores de livre navegação e mais de 120 laboratórios disponíveis para atividades acadêmicas. Em 2005, segundo dados do IBGE, Coronel Fabriciano contava com 486 docentes e 7 041 matrículas em instituições de ensino superior do município. O Serviço Nacional de Aprendizagem Comercial (SENAC) e o Serviço Nacional de Aprendizagem Industrial (SENAI) também têm unidades em Coronel Fabriciano, fornecendo cursos técnicos, profissionalizantes e de pós-graduação.

## Serviços básicos

### Habitação

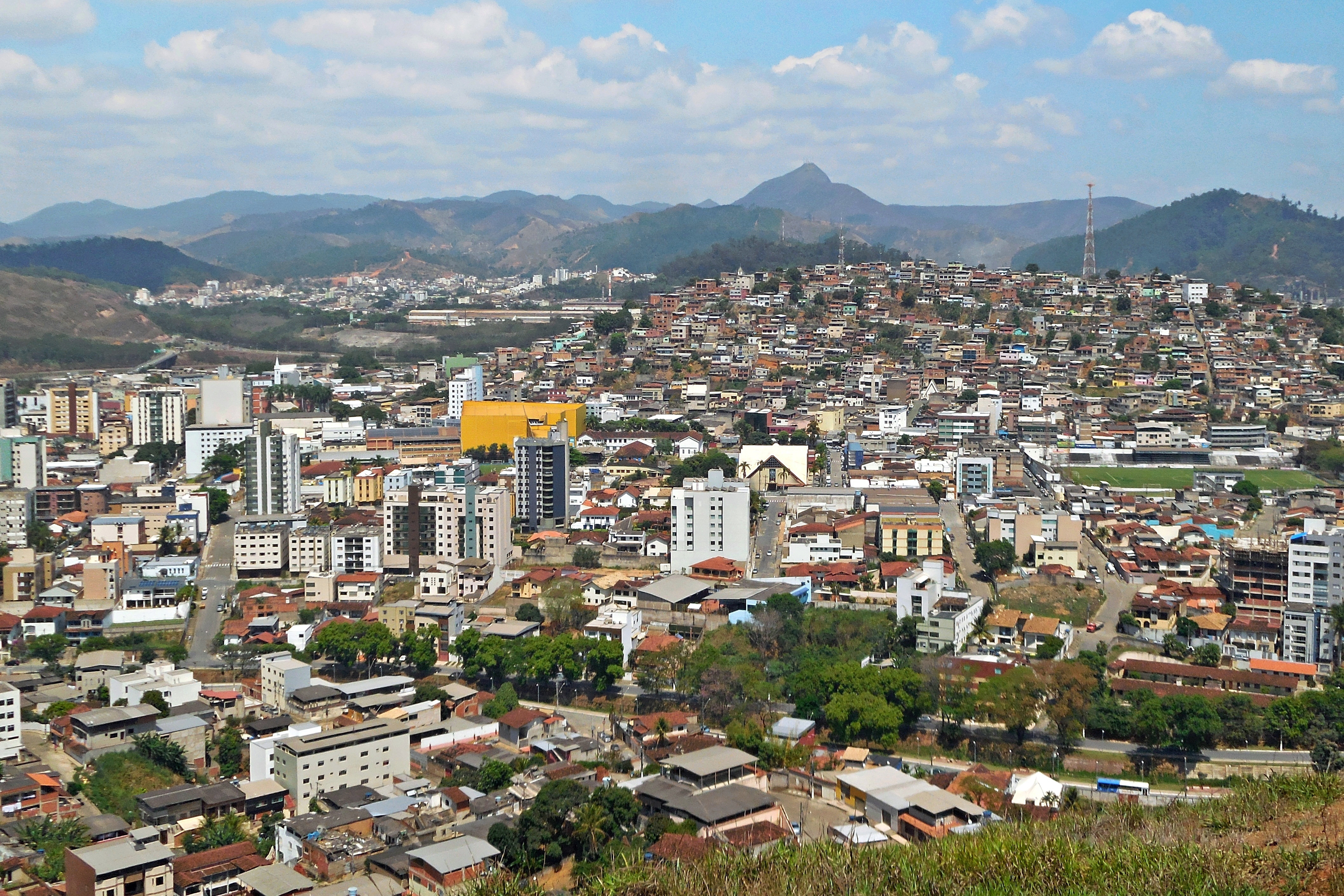
Vista da região central da cidade a partir do bairro Santa Terezinha

No ano de 2010, Coronel Fabriciano possuía 31 615 domicílios particulares permanentes. Desse total, 28 076 eram casas, 131 casas de vila ou em condomínio, 3 195 apartamentos e 213 eram habitações em casas de cômodos ou cortiço. Do total de domicílios, 22 718 eram próprios, sendo que 21 872 eram próprios já quitados; 846 próprios em aquisição e 6 519 eram alugados;  2 317 imóveis foram cedidos, sendo que 82 havia sido cedidos por empregador e 2 235 foram cedidos de outra maneira. 61 foram ocupados de outra forma. O Plano Diretor Municipal, em vigor desde 27 de dezembro de 2012, rege os parâmetros geográficos e urbanísticos para a construção de residências, prédios e estabelecimentos comerciais.
Conforme consta no Plano Diretor, Coronel Fabriciano conta com duas Zonas de Interesse Econômico (ZIE1 e ZIE2), ou seja, áreas propícias à expansão urbana. São elas o extremo oeste da área do município às margens da BR-381, na divisa com Antônio Dias, área propícia ao desenvolvimento urbano não residencial, classificada como ZIE1; e o entorno do bairro Amaro Lanari, que é classificado como ZIE2, ou seja, é propício à expansão urbana residencial. A maior parte do perímetro urbano está incluída na Zona de Usos Diversificados (ZUD), que proíbe novas construções apenas às margens do Rio Piracicaba. Os entornos da zona urbana e os espaços com terreno acidentado obedecem aos critérios da Zona de Proteção Ambiental (ZPA), que permitem a ocupação com baixa densidade construtiva. A Zona de Atividades Incômodas (ZAI), que corresponde ao contorno da BR-381, proíbe qualquer tipo de expansão residencial. Por fim, as Zonas Urbanas Especiais (ZUE), correspondentes aos povoados da zona rural, preveem o uso das localidades para o uso residencial e para atividades de turismo e lazer.

### Saneamento, energia elétrica e limpeza urbana

Estação de tratamento de água da Copasa no Amaro Lanari, onde é extraída e tratada a água fornecida a boa parte do Vale do Aço.

Os serviços de abastecimento de água e coleta de esgoto da cidade são feitos pela Companhia de Saneamento de Minas Gerais (Copasa), sendo que em 2008 havia 34 280 unidades consumidoras e eram distribuídos em média 13 188 m³ de água tratada por dia. Em 2010, segundo o IBGE, 97,5% dos domicílios eram atendidos por água encanada e 86,83% possuíam esgotamento sanitário. A demanda de água gira em torno de 292 litros por segundo e a captação e tratamento no município são realizados na estação de tratamento localizada no bairro Amaro Lanari, sendo extraída de um aquífero aluvionar localizado no subsolo. Por outro lado, Fabriciano não conta com estação de tratamento de água e o esgoto coletado na cidade é liberado diretamente para os cursos hidrográficos que banham o perímetro urbano e posteriormente eliminado no Rio Piracicaba, entretanto está sendo planejada a implantação de uma.
O serviço de abastecimento de energia elétrica é feito pela Companhia Energética de Minas Gerais (Cemig), que atende ainda a boa parte do estado de Minas Gerais. Na década de 1960, foi feita a primeira ligação de energia elétrica à cidade feita pela Cemig e no ano de 2003, existiam 25 070 consumidores e foram consumidos 517 318 580 KWh de energia, sendo que em 2010, 99,8% dos domicílios possuía acesso à rede elétrica, de acordo com o IBGE. Execuções de obras de manutenção preventiva são realizadas recorrentemente na rede elétrica da cidade, no entanto foram registrados 12 blecautes durante o ano de 2010, uma das maiores frequências do país. Segundo a companhia fornecedora, em 2011 foi registrada uma redução de mais de 10% de desligamentos, em comparação ao ano anterior.
Cerca de 98,4% do município é atendido pelo serviço de coleta de lixo. Nas avenidas Tancredo Neves e Magalhães Pinto a coleta é realizada de segunda-feira a sábado, enquanto que no resto da cidade é feita três vezes por semana, sendo coletada uma média de 50 toneladas diariamente. Os resíduos coletados no município são encaminhados à Central de Resíduos do Vale do Aço (CRVA), localizada em Santana do Paraíso, sendo que uma média de 50 toneladas de lixo ao dia era produzida em 2012. Há um sistema de coleta seletiva de lixo, que funciona através de uma parceria entre a prefeitura, os estabelecimentos comerciais e os catadores de lixo e foi reestruturado em novembro de 2013.

## Segurança pública e criminalidade
| Quantidade de homicídios em Coronel Fabriciano | Quantidade de homicídios em Coronel Fabriciano | Quantidade de homicídios em Coronel Fabriciano | Quantidade de homicídios em Coronel Fabriciano | Quantidade de homicídios em Coronel Fabriciano | Quantidade de homicídios em Coronel Fabriciano |
| ---------------------------------------------- | ---------------------------------------------- | ---------------------------------------------- | ---------------------------------------------- | ---------------------------------------------- | ---------------------------------------------- |
| Ano                                            | Total                                          | Ano                                            | Total                                          | Ano                                            | Total                                          |
| 2002                                           | 14                                             | 2009                                           | 21                                             | 2016                                           | 46                                             |
| 2003                                           | 24                                             | 2010                                           | 28                                             | 2017                                           | 21                                             |
| 2004                                           | 16                                             | 2011                                           | 41                                             | 2018                                           | 18                                             |
| 2005                                           | 23                                             | 2012                                           | 53                                             | 2019                                           | 26                                             |
| 2006                                           | 26                                             | 2013                                           | 57                                             | 2020                                           | 26                                             |
| 2007                                           | 17                                             | 2014                                           | 53                                             | 2021                                           | 20                                             |
| 2008                                           | 17                                             | 2015                                           | 48                                             | 2022                                           | 20                                             |

A provisão de segurança pública de Coronel Fabriciano é dada por diversos organismos. A Prefeitura mantém uma Guarda Municipal, que foi criada pela Lei Ordinária nº 3.179 de 24 de maio de 2004, tendo a função de proteger bens, serviços e instalações do Município e colaborar com o órgão de fiscalização municipal. O Conselho Municipal de Defesa Civil (Comdec) se responsabiliza por ações preventivas, assistenciais, recuperativas e de socorro em situações de risco público e foi criado pela Lei nº 3.149, de 21 de novembro de 2003.
A Polícia Militar, uma força estadual, é a responsável pelo policiamento ostensivo, o patrulhamento bancário, ambiental, prisional, escolar e de eventos especiais, além de realizar ações de integração social. Fabriciano faz parte da 12ª Região da Polícia Militar e sedia a 178ª Companhia Especial, que é subordinada ao 58º Batalhão, localizado no bairro Giovannini, implantado em 25 de abril de 2013 e que também responde pela segurança pública dos municípios de Timóteo, Jaguaraçu, Marliéria e Antônio Dias com um efetivo de 245 homens. Já a Polícia Civil tem o objetivo de combater e apurar as ocorrências de crimes e infrações e é representada em Coronel Fabriciano pela 323ª Área Integrada de Segurança Pública (AISP), subordinada à 1ª Delegacia Regional de Polícia Civil de Ipatinga. O 3º Pelotão do Corpo de Bombeiros, que é subordinado à 3ª Companhia Independente de Ipatinga, também faz a prevenção e combate a incêndios e executa ações de busca.

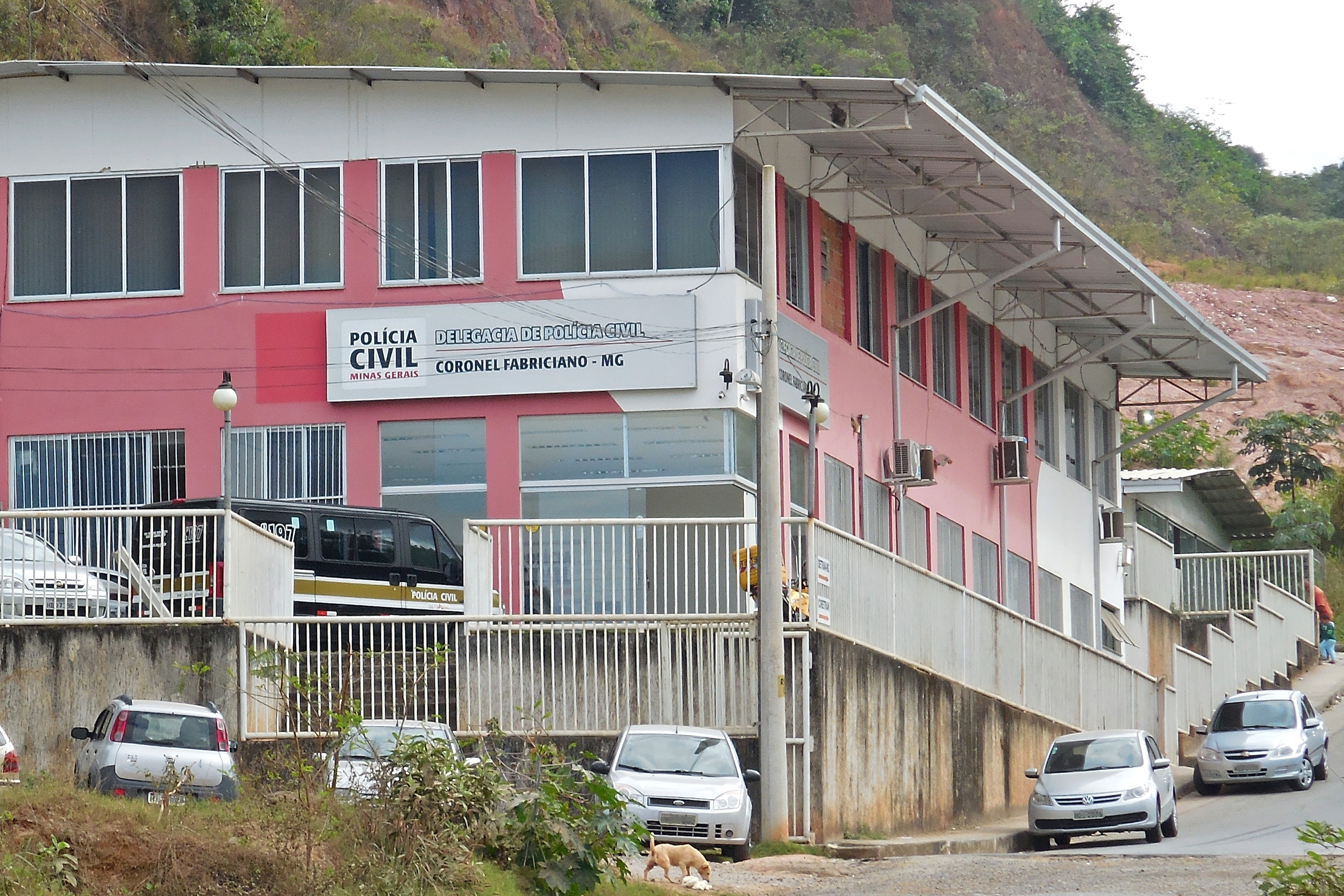
Delegacia de Polícia Civil de Coronel Fabriciano, no bairro Industrial Novo Reno.

O Poder Público estadual e municipal têm realizado diversas atividades para melhorar a segurança da cidade, como ampliando o quadro de efetivos em dias de comércio movimentado, mas ainda há vários problemas afetando o setor. O Presídio de Fabriciano, inaugurado em 2008 para substituir o antigo, já foi denunciado como um local de tortura a apenados e já vivenciou mortes, e os índices de criminalidade estão em alta. Segundo pesquisa divulgada no ano de 2008, de 1999 a 2004 a taxa de homicídios registrados na cidade cresceu 35%, um dos maiores aumentos do país. Em 2013, a Polícia Militar registrou um total de 439 crimes violentos, sendo 325 roubos (74%), 62 tentativas de homicídio (14,1%) e 45 homicídios (10,3%). O percentual restante correspondeu a casos de sequestros e estupros.
Em 2014, segundo o cadastro do DATASUS, foi registrado um índice de 29,5 homicídios por armas de fogo para cada 100 mil habitantes, valor que era o 19º maior de Minas Gerais, sendo que de 2009 a 2013 a ocorrência de homicídios triplicou no município. Segundo o Atlas da Violência 2017, do Instituto de Pesquisa Econômica Aplicada (IPEA), Coronel Fabriciano registrou uma taxa de 53 óbitos para cada 100 mil habitantes em 2015, valor que é o quarto maior de Minas Gerais. A maior parte dos homicídios está relacionada ao tráfico de drogas, que também contribui com a prática de outros delitos, visto que os usuários normalmente furtam e roubam para sustentar seus vícios. Dos homicídios ocorridos em 2015, 90% têm ligação com o tráfico. Delinquentes cometem homicídios visando ao controle de bocas de fumo e a cobrar dívidas de outros traficantes e consumidores. Em relação à taxa de óbitos por acidentes de transito, em 2011 o índice foi de 4,8 para cada 100 mil habitantes, ficando no 68° lugar a nível estadual e sendo o 1538° colocado a nível nacional, enquanto que em 2008 a taxa foi de 4,8 para cada 100 mil habitantes, ficando no 303° lugar a nível estadual.

## Comunicações

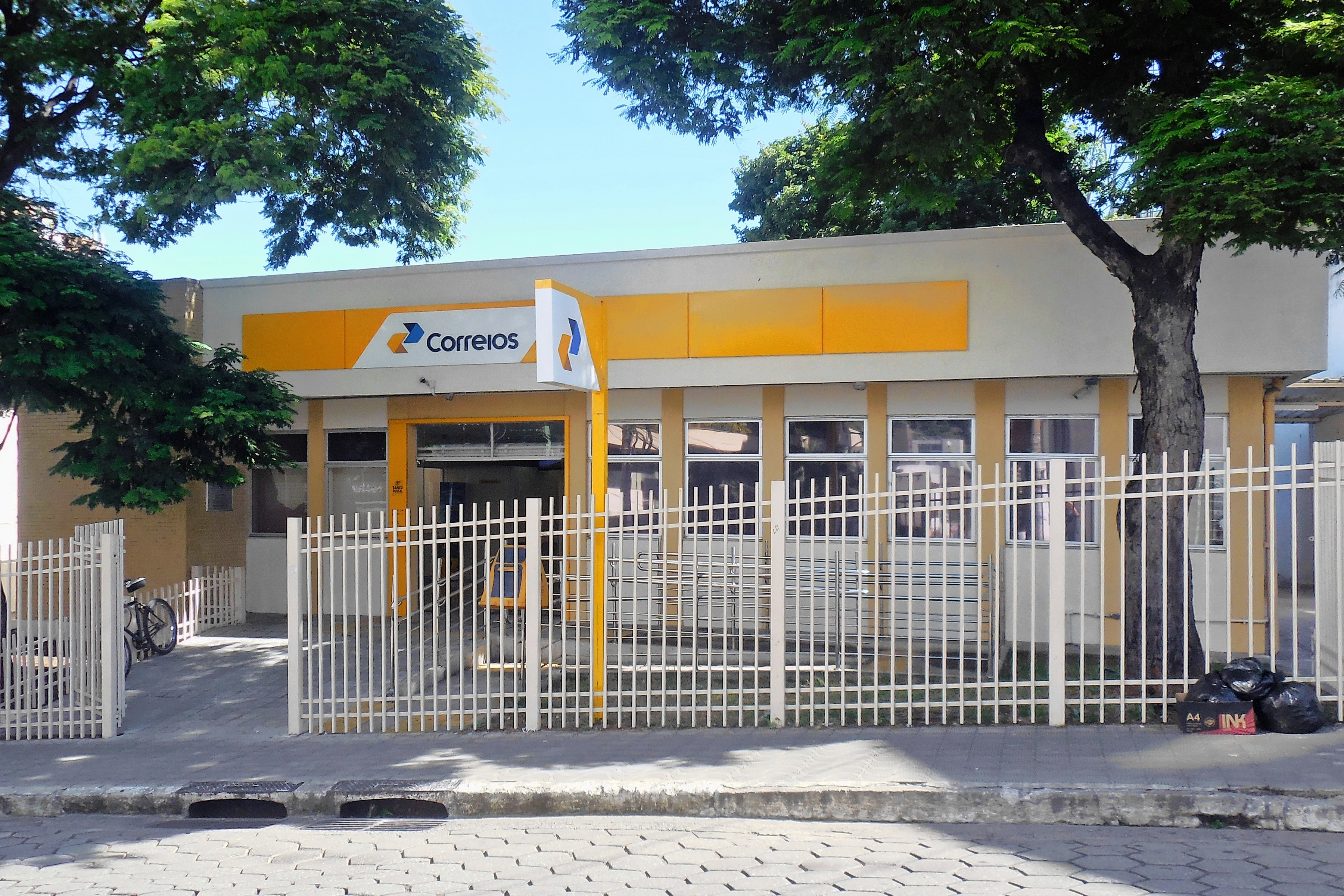
Agência dos Correios no Centro de Fabriciano

Em dados da Agência Nacional de Telecomunicações (Anatel), Coronel Fabriciano possuía 434 orelhões em dezembro de 2014. O código de área (DDD) de Fabriciano é 031 e o Código de Endereçamento Postal (CEP) da cidade vai de 35170-001 a 35176-999. Em janeiro de 2009, a Região Metropolitana do Vale do Aço passou a ser servida pela portabilidade, assim como as outras cidades de mesmo DDD. O serviço postal é atendido por agências da Empresa Brasileira de Correios e Telégrafos funcionando em bairros estratégicos do município, e também há coberta por uma rede wireless (sem fio) em alguns pontos.
O município recebe sinal de diversas emissoras de televisão aberta em Very High Frequency (VHF) e Ultra High Frequency (UHF), dentre as quais RedeTV! MG (RedeTV!), TV Cultura Vale do Aço (Rede Minas), Band Minas (Band), TV Alterosa Leste (SBT) e TV Leste (Record). Coronel Fabriciano, juntamente com a cidade de Governador Valadares, foi uma das sedes da InterTV dos Vales, afiliada à Rede Globo; mais tarde transferida para Ipatinga. Foi fundada em 13 de julho de 2007, inicialmente afiliada à Rede Record, mas em 2008 assinou contrato com a Globo. Na InterTV é transmitido o Jornal dos Vales, um dos principais telejornais da região, com notícias locais, tendo a emissora cobertura em quase todo o leste e nordeste de Minas Gerais.

Sede da Rádio Educadora, primeira emissora de rádio do Vale do Aço.

No dia 12 de junho de 1966, foi fundada a Rádio Educadora, primeira emissora de rádio de Fabriciano e de todo o Vale do Aço, tendo hoje transmissões com modulação em amplitude (AM) e modulação em frequência (FM). A Rádio Educadora foi a primeira emissora de rádio do município e do Vale do Aço e está no ar desde 1968. Com sede na cidade, também se destaca a Galáxia FM, que foi criada em 1983 e que entre 2010 e 2017 foi afiliada à Nativa FM.
Dentre os jornais locais com circulação diária, destacam-se o Diário do Aço, Diário Popular e Vale do Aço, produzidos em Ipatinga, além da Folha do Comércio, editado em Coronel Fabriciano. O primeiro a ser fundado e a circular no município foi "O Progresso" (1948), que trazia notícias regionais e que foi extinto algum tempo depois. Começou a ser veiculado pouco antes da emancipação da cidade e colaborou com o fomento da força política no então distrito de Coronel Fabriciano, pertencente a Antônio Dias, sendo um de seus idealizadores Rubem Siqueira Maia, ex-prefeito antoniodiense e primeiro prefeito de Fabriciano. Outros jornais fabricianenses com abrangência regional foram "O Programa" (1954), "A Verdade Impressa" (1962), "O Ipatinga" (1963), "O Vale do Aço" (1967), "Diário da Manhã" (1969) e "O Popular" (1973). Em 16 de setembro de 1978, foi criado na cidade o Jornal Diário do Aço, que atualmente tem sede em Ipatinga e é um dos principais da região.

## Transportes

### Ferroviário
Coronel Fabriciano possuía uma estação ferroviária, a Estação Ferroviária do Calado. Inaugurada em 9 de junho de 1924, foi ao seu redor que aos poucos surgiu o povoamento (homônimo à estação) que mais tarde deu origem à cidade e contribuiu para atrair a implantação dos primeiros estabelecimentos industriais do Vale do Aço. No entanto, com o crescente desenvolvimento do Centro, foi necessário o deslocamento da Estrada de Ferro Vitória a Minas (EFVM) da área e a estação foi fechada no dia 29 de janeiro de 1979. No local, foi construído pouco tempo depois o Terminal Rodoviário e a integração do terminal urbano, que foi transferida para outro local no Centro de Fabriciano para dar lugar à Praça da Estação.
A EFVM ainda cruza o município (fora do centro) e a estação que atende a Fabriciano, a Estação Mário Carvalho, em Timóteo, ainda é mais próxima do Centro de Fabriciano do que de qualquer bairro residencial timotense, por se encontrar logo à margem do Rio Piracicaba, que divide o centro fabricianense do distrito industrial vizinho. Dentre as alternativas de transporte coletivo regulares, a EFVM é a via de viagem mais barata possível para Belo Horizonte, Vitória e outras cidades com estações.

### Aeroviário
Coronel Fabriciano não conta com grandes aeroportos comerciais em seu território, entretanto o Aeroporto de Ipatinga (IATA: IPN, ICAO: SBIP) encontra-se no município de Santana do Paraíso, a 18 km do centro da cidade, na mesma Região Metropolitana do Vale do Aço, atendendo a região com voos diários para Belo Horizonte e outros destinos. Em 2008, especulou-se a relocação do terminal para o município de Bom Jesus do Galho, a fim de que a Usiminas expandisse suas instalações no local original, no entanto a área pretendida foi transferida para Belo Oriente, devido à proximidade de Bom Jesus do Galho com o Parque Estadual do Rio Doce. Em 2011, optou-se pela ampliação do antigo terminal, que passou a ter capacidade pra receber aeronaves de até 110 lugares.

### Rodoviário

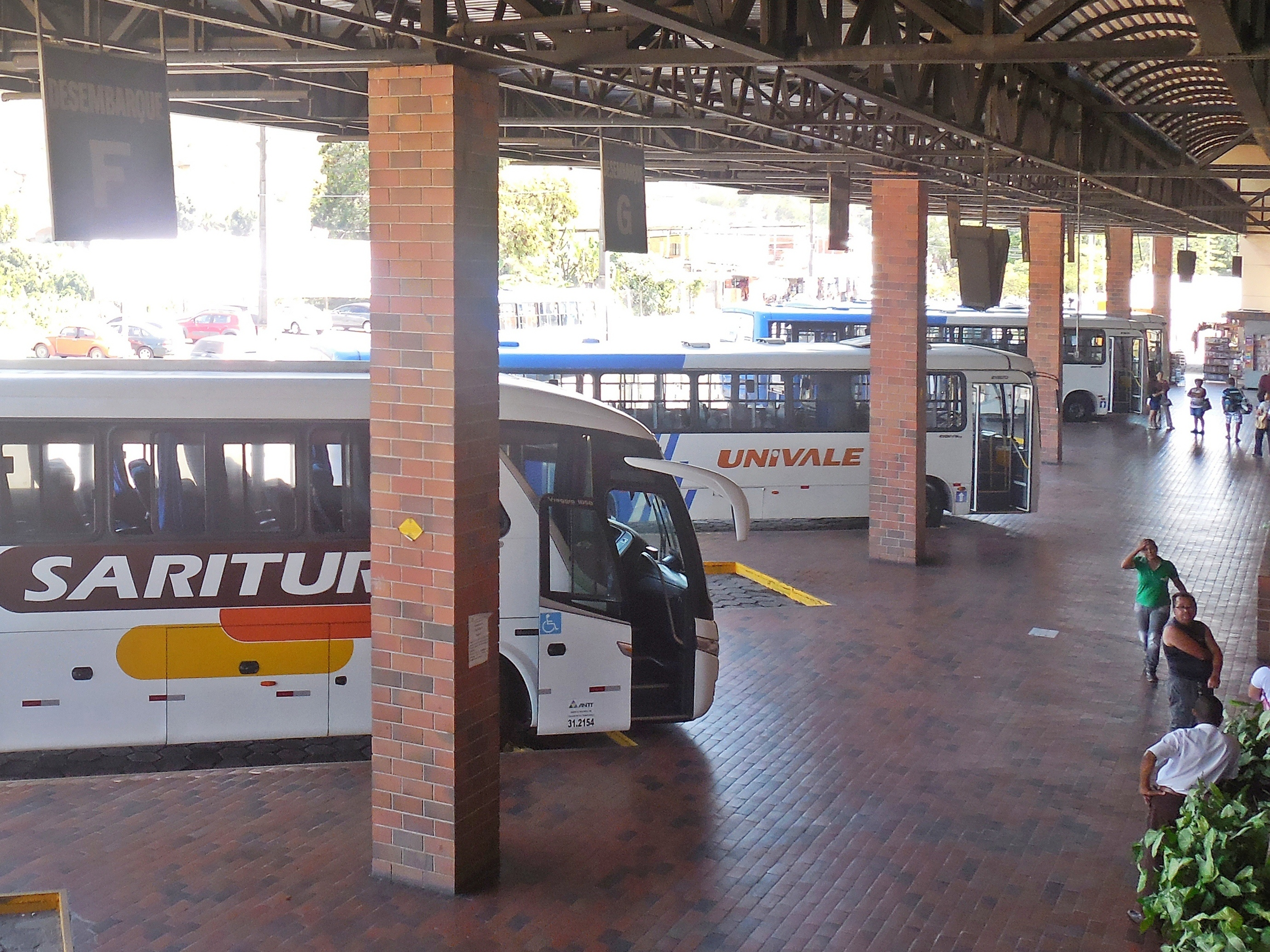
Área de embarque e desembarque do Terminal Rodoviário de Coronel Fabriciano

O município possui fácil acesso a várias cidades do Brasil por rodovias de relevância nacional, como a BR-458, que liga o município até a BR-116; e a BR-381, que cortava a cidade através da Avenida Presidente Tancredo de Almeida Neves, porém o trecho sob concessão da rodovia foi municipalizado após ser transferido para fora do perímetro urbano, no interior do município de Timóteo. A Estrada Municipal da Serra dos Cocais liga a zona urbana à Serra dos Cocais e às comunidades rurais que lá se encontram e serve como acesso secundário aos municípios de Joanésia e Mesquita através de outras estradas secundárias e pavimentadas em chão batido.
Fabriciano possui também a maior estação rodoviária do Vale do Aço, o Terminal Rodoviário de Coronel Fabriciano, que foi inaugurado em 1988 e está localizado na região central da cidade, sendo atendido com saídas diárias regulares para as principais cidades de Minas Gerais e mesmo para fora do estado. Conforme já citado, sua construção se deu no lugar em que estava situada a Estação do Calado, poucos anos depois da demolição do antigo terminal ferroviário. No município também está uma das 40 sedes regionais do Departamento de Estradas de Rodagem de Minas Gerais (DER/MG).

### Urbano

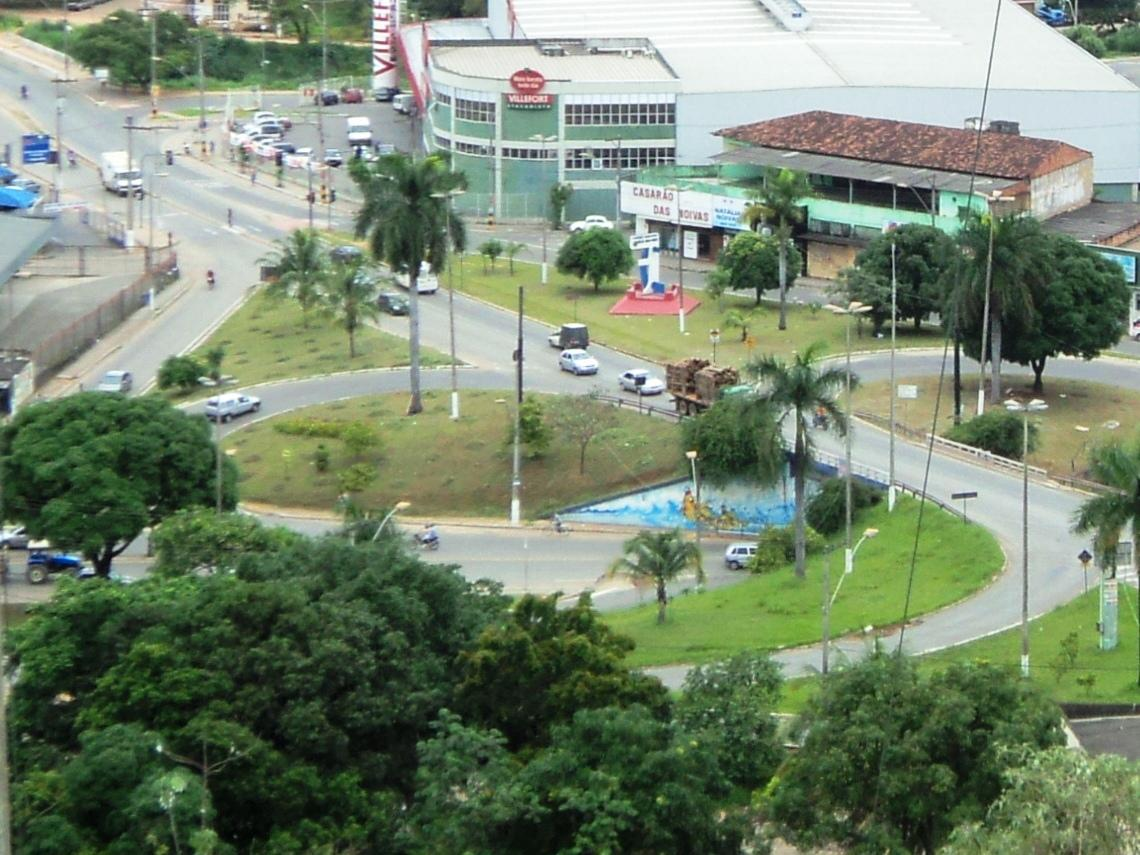
Trevo Pastor Pimentel: a Avenida Tancredo Neves, antigo trecho da BR-381, sobre a Avenida Magalhães Pinto, que liga o Centro de Fabriciano ao distrito Senador Melo Viana, região mais populosa do município.

O transporte coletivo do município é de responsabilidade do Consócio Fabri Fácil, por meio das concessionárias Autotrans e Viação Acaiaca, sendo que a Autotrans ainda atende os municípios vizinhos (Ipatinga e Timóteo). Através do terminal de integração, que foi construído para a baldeação de linhas, é possível pegar dois ônibus das linhas municipais pagando apenas uma passagem, sendo que em 2016 havia 19 linhas urbanas que eram utilizadas de forma regular por 10% da população. Em fevereiro de 2014, o sistema municipal de transporte público passou a contar com o sistema de bilhetagem eletrônica, em substituição ao vale-transporte de papel (passe). A Acaiaca liga o Centro da cidade aos bairros da região do Caladinho e a Autotrans liga os bairros do distrito Senador Melo Viana à região central, além de manter a linha Centro–Cocais para a zona rural.
Ainda há a Univale, que atende ao bairro Amaro Lanari e fornece linhas interurbanas para todo o Vale do Aço e parte do colar metropolitano. Com a Univale, os moradores do Centro da cidade têm o acesso às vizinhas Ipatinga e Timóteo facilitado, com linhas regulares com intervalos de cerca de 20 minutos entre uma e outra. O acesso ao Centro-Norte de Timóteo (região mais desenvolvida da cidade vizinha) pela linha Fabriciano–Acesita é mais barato do que qualquer ônibus interno das duas cidades. Em 2016, também estavam registrados no município nove pontos de táxi atendidos por 24 taxistas e oito auxiliares e o transporte escolar era beneficiado por 85 permissões.
A Avenida Governador José de Magalhães Pinto é a principal via no interior da zona urbana, ligando o Centro de Fabriciano aos bairros do distrito Senador Melo Viana. A frota municipal em 2016 era de 27 050 automóveis, 11 605 motocicletas, 2 838 caminhonetes, 1 248 caminhões, 1 080 camionetas, 547 ônibus, 514 motonetas, 230 micro-ônibus, 194 caminhões-trator, 185 utilitários, oito tratores de rodas e 1 548 em outras categorias, totalizando 47 047 veículos. As ruas estreitas do Centro não comportaram o súbito crescimento do número de veículos em Coronel Fabriciano, gerando congestionamentos nos horários de pico, cabendo ressaltar que em 2015 havia um índice de 2,77 veículos para cada habitante. Próximo aos comércios, a disponibilidade de vagas para estacionar por vezes é escassa, o que levou à adoção do sistema de estacionamento rotativo nas ruas do Centro.
As avenidas Tancredo Neves e Magalhães Pinto são as principais vias duplicadas, no entanto concentram boa parte dos atropelamentos do município. Em 2014, registraram juntas 47% do total das colisões contra pedestres em Coronel Fabriciano. A administração municipal tenta reverter os imbróglios do trânsito adotando medidas como ampliar a disponibilidade de estacionamentos, inverter o sentido de vias e criar outras, como o acesso ao interior do distrito Senador Melo Viana através do bairro Caladinho, descentralizando o tráfego da Avenida Magalhães Pinto.

### Ciclístico

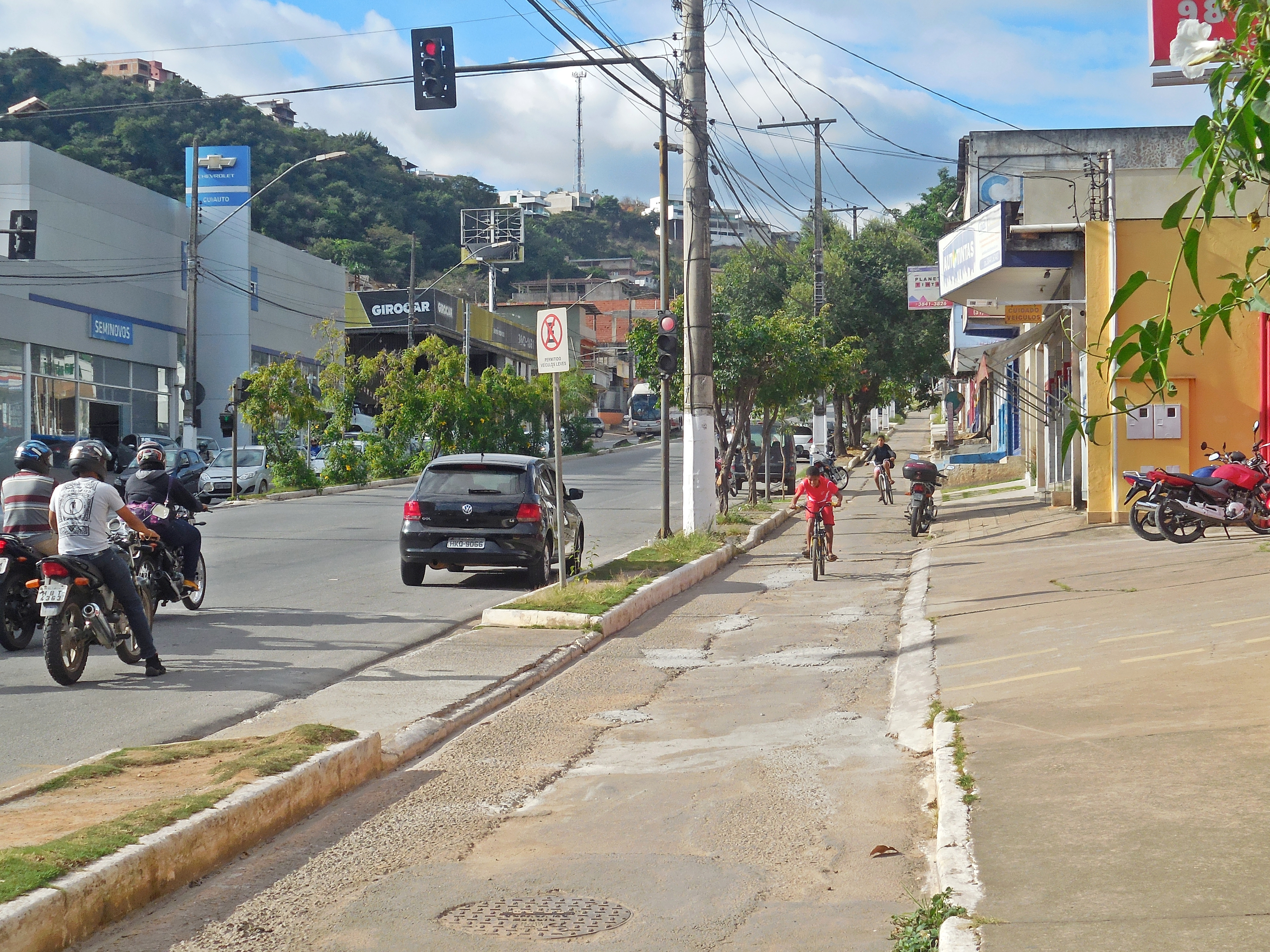
Trecho da ciclovia da Avenida Tancredo Neves no bairro Bom Jesus

Em função de seu relevo acidentado, Coronel Fabriciano não é uma cidade com condições ideais para a prática do ciclismo. Além disso, as principais vias do município são estreitas, não suportando a passagem de carros, caminhões, ônibus, motocicletas e bicicletas ao mesmo tempo, e muitas ruas paralelas são asfaltadas com paralelepípedos, dificultando o trajeto. Quase diariamente são registrados acidentes envolvendo ciclistas nas principais avenidas da cidade, especialmente na Avenida Magalhães Pinto, que liga a região mais populosa até o Centro e posteriormente às siderúrgicas do Vale do Aço.
A malha cicloviária de Coronel Fabriciano é escassa, constituída apenas pelo trecho da Avenida Tancredo Neves entre o Trevo Pastor Pimentel e a divisa com Ipatinga, e pela Rua Antônio Mascarenhas, entre os bairros Santa Terezinha II e Amaro Lanari, até a divisa com Ipatinga. Apesar de boa parte da população possuir bicicletas, o excesso de morros e a falta de bicicletários são obstáculos para seu uso. O uso de bicicletas é relevado em eventos ciclísticos como passeios em grupo e competições de mountain bike nas montanhas da Serra dos Cocais.

### Hidroviário
Não há em Coronel Fabriciano ou em qualquer município do Vale do Aço transporte hidroviário satisfatório, limitando-se aos canoeiros informais do Rio Piracicaba. Esses canoeiros, desde a chegada dos primeiros colonizadores até a região entre os séculos XVIII e XIX, fazem o transporte de mercadoria e pessoas principalmente entre o município e a cidade de Timóteo, localizada no outro lado da margem do rio.